# Cap Morris Jesup
Pour des articles plus généraux, voir Groenland et Liste des îles du Groenland.
Le cap Morris Jesup est le point le plus au nord de l'île du Groenland, situé par 83° 38′ 23″ N, 34° 01′ 41″ O à 710 km du pôle Nord géographique. Il est baigné par  trois espaces maritimes différents: la mer de Lincoln à l'ouest, l'océan Arctique au nord (en un point) et la mer du Groenland à l'est.
Atteint pour la première fois par l'explorateur Robert Peary en 1892, il est très légèrement plus au sud que la pointe nord de l'île de Kaffeklubben, à trente-cinq kilomètres à l'est. Malgré la présence à proximité de cette île (un gros banc de sable), le cap Morris Jesup peut être considéré comme le point le plus au nord d'Amérique. Son homologue le cap Horn, point le plus méridional d'Amérique, se trouve à 15 634 kilomètres au sud.

## Dans la culture

Les points extrêmes du Groenland

Le cap Morris Jesup est cité dans L'Étoile mystérieuse, album de bande dessinée des Aventures de Tintin de Hergé. La station polaire qui s'y trouve a repéré la chute d'un aérolithe dans l'océan Arctique.